# Miguel Enríquez

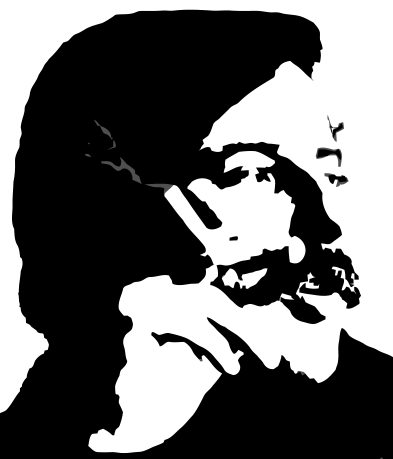
Miguel Humberto Enríquez Espinosa

Miguel Humberto Enríquez Espinosa (* 27. März 1944 in Talcahuano; † 5. Oktober 1974 in Santiago de Chile) war ein chilenischer Mediziner und Politiker. Er war von 1967 bis zu seinem Tod Generalsekretär des marxistisch-leninistischen Movimiento de Izquierda Revolucionaria MIR (Bewegung der revolutionären Linken).

## Leben
Enríquez war der Sohn von Edgardo Enríquez Frödden, der Bildungsminister unter Salvador Allende und Exrektor der Universidad de Concepción war. Enríquez studierte Medizin und wurde Neurologe. Er galt als Anhänger bedeutender Marxisten und Leninisten, darunter Lenin und Rosa Luxemburg. Enríquez galt zudem als überzeugter Anhänger des Atheismus. Mit der Machtübernahme durch Augusto Pinochet (1973) wurde Enríquez zu einem Anführer des Widerstands. In der Folge wurde er jedoch bald in einem Feuergefecht erschossen.
Sein Sohn Marco Enríquez-Ominami ist Mitglied der sozialistischen Partei Partido Socialista de Chile und kandidierte 2009 erfolglos bei der Präsidentschaftswahl in Chile.